# Ashland City
Ashland City és una població dels Estats Units a l'estat de Tennessee. Segons el cens del 2000 tenia 3.641 habitants.

## Demografia
Segons el cens del 2000, Ashland City tenia 3.641 habitants, 1.416 habitatges, i 944 famílies. La densitat de població era de 158,7 habitants/km².
Dels 1.416 habitatges en un 33,3% hi vivien nens de menys de 18 anys, en un 47,3% hi vivien parelles casades, en un 14,4% dones solteres, i en un 33,3% no eren unitats familiars. En el 27,6% dels habitatges hi vivien persones soles l'11,3% de les quals corresponia a persones de 65 anys o més que vivien soles. El nombre mitjà de persones vivint en cada habitatge era de 2,44 i el nombre mitjà de persones que vivien en cada família era de 2,96.
Per edats la població es repartia de la següent manera: un 25,1% tenia menys de 18 anys, un 9,6% entre 18 i 24, un 32,7% entre 25 i 44, un 19,4% de 45 a 60 i un 13,1% 65 anys o més.
L'edat mediana era de 34 anys. Per cada 100 dones de 18 o més anys hi havia 93,6 homes.
La renda mediana per habitatge era de 35.282 $ i la renda mediana per família de 39.550 $. Els homes tenien una renda mediana de 29.694 $ mentre que les dones 22.454 $. La renda per capita de la població era de 17.228 $. Entorn del 5,5% de les famílies i el 9,4% de la població estaven per davall del llindar de pobresa.

## Poblacions més properes
El següent diagrama mostra les poblacions més properes.